# Łyżwiarstwo figurowe na Letnich Igrzyskach Olimpijskich 1920 – pary sportowe
Łyżwiarstwo figurowe na Letnich Igrzyskach Olimpijskich 1920 – pary sportowe – rywalizacja w jednej z konkurencji łyżwiarstwa figurowego – parach sportowych, rozgrywanej na Letnich Igrzyskach Olimpijskich 1920 odbyła się 26 kwietnia 1920 w Palais de Glace d'Anvers w Antwerpii. W zawodach wzięło udział 8 par z 6 państw.

## Wyniki
| Poz. | Zawodnicy                             | Reprezentacja     | Punkty | Miejsca |
| ---- | ------------------------------------- | ----------------- | ------ | ------- |
| 01 ! | Ludowika Jakobsson / Walter Jakobsson | Finlandia         | 80,75  | 7,0     |
| 02 ! | Alexia Bryn / Yngvar Bryn             | Norwegia          | 72,75  | 15,5    |
| 03 ! | Phyllis Johnson / Basil Williams      | Wielka Brytania   | 66,25  | 25,0    |
| 4    | Theresa Weld / Nathaniel Niles        | Stany Zjednoczone | 62,50  | 28,5    |
| 5    | Ethel Muckelt / Sydney Wallwork       | Wielka Brytania   | 61,25  | 34,0    |
| 6    | Gérardine Herbos / Georges Wagemans   | Belgia            | 56,00  | 41,5    |
| 7    | Simone Sabouret / Charles Sabouret    | Francja           | 56,25  | 45,5    |
| 8    | Madeleine Beaumont / Kenneth Beaumont | Wielka Brytania   | 48,25  | 55,0    |

Arbiter:
- Victor Lundquist

Jury:
- Louis Magnus
- Knut Ørn Meinich
- Eudore Lamborelle
- Herbert Yglesias
- Alfred Mégroz
- August Anderberg
- Sakari Ilmanen